# Gashydrat

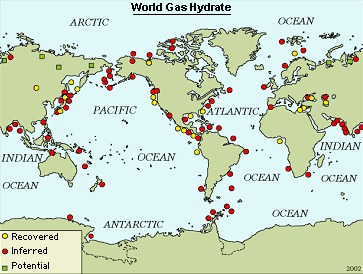
Bekannte und vermutete Lagerstätten von Gashydrat im Sediment und in Permafrostböden

Gashydrate sind in festem Aggregatzustand vorliegende Einschlussverbindungen, die aus einem Gas – etwa Edelgasen (Argon, Krypton, Xenon), Chlor, Brom, aromatischen Kohlenwasserstoffen oder Alkanen – und Wasser bestehen. Natürliche Gashydrate enthalten vor allem Gase wie Methan, Kohlenstoffdioxid und Schwefelwasserstoff. Formen, die vorwiegend ein bestimmtes Gasmolekül, etwa Methan, enthalten, werden zum Beispiel als Methanhydrat bezeichnet.

## Geschichte
Gashydrate wurden erstmals 1811 von Humphry Davy in Form von Chlorhydrat gefunden. Sie wurden lange als Kuriosität betrachtet, bis um 1930 festgestellt wurde, dass eine eisartige Substanz Erdgaspipelines in kalten Regionen verstopfte. Die Existenz natürlich vorkommender Gashydrate entdeckte 1965 der sowjetische Erdölingenieur Yuri Makogon in Sedimenten unterhalb eines Erdgasvorkommens in Sibirien.
Bei diesen Substanzen handelte es sich um Methanhydrat, welches sich mit dem im Erdgas befindlichen Wasser unter dem Druck der Pipeline gebildet hatte. Dieses beim Transport von Erdgas bestehende Problem wird umgangen, indem bestimmte Chemikalien, Inhibitoren, mitbefördert werden. Sie verändern die zur Bildung von Gashydraten notwendigen Bedingungen so, dass bei den in der Pipeline herrschenden Temperaturen und Drücken möglichst wenige Gashydrate entstehen. Trotzdem können sich insbesondere an Ventilen und Instrumenten vermehrt Gashydrate bilden oder stauen.

## Entstehung und Vorkommen

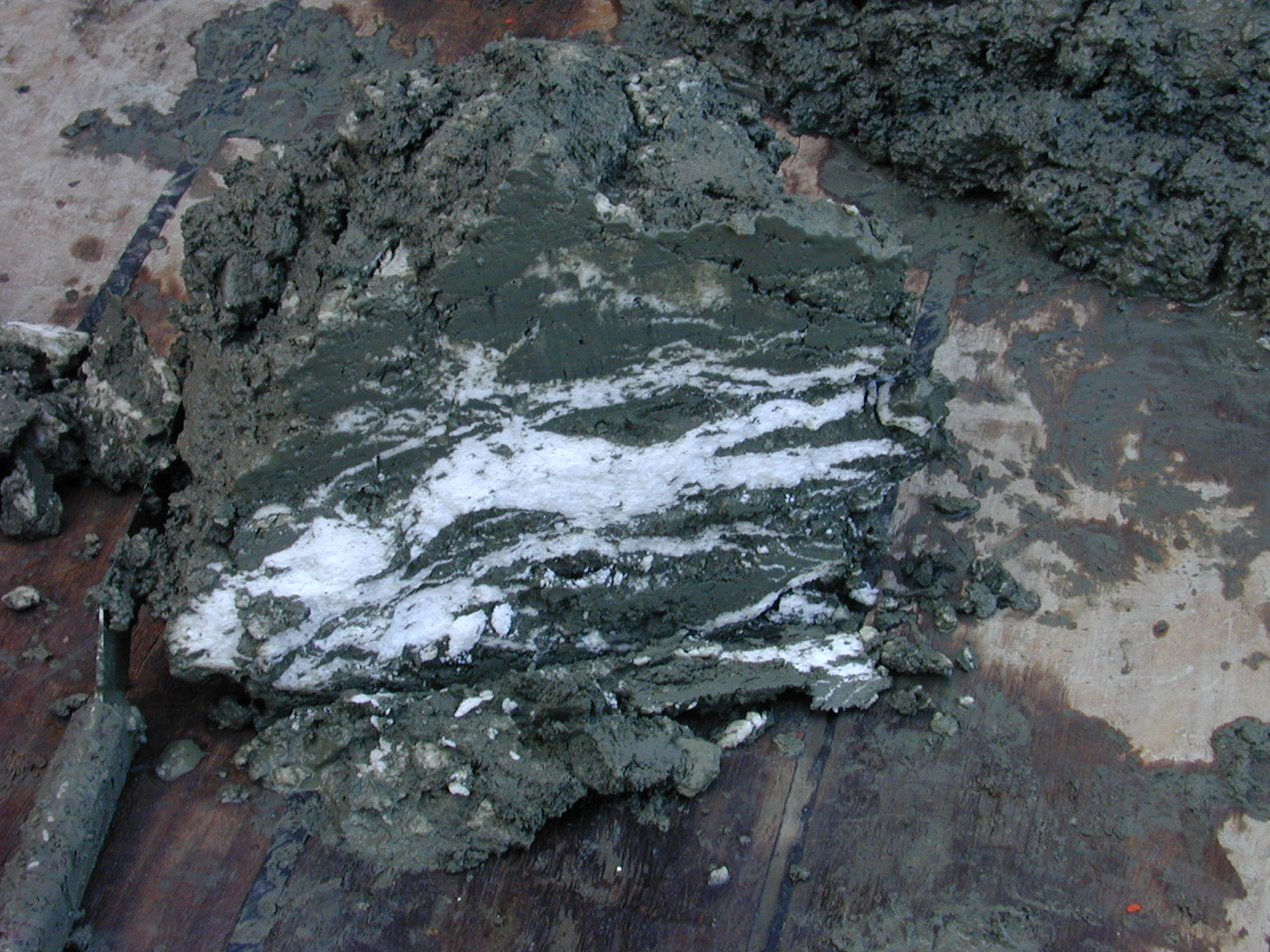
Gashydrat/Methanhydrat (weiß) im Sediment eingelagert.

Die wichtigsten Faktoren, die zur Bildung von natürlichen Gashydraten führen, sind Druck, Temperatur und eine hohe Gaskonzentration im Umgebungsmilieu (freies Gas im Sediment oder im Porenwasser gelöst). Bei hohem Druck, niedriger Temperatur und entsprechend hoher Gaskonzentration werden die Gasmoleküle im Sediment oder am Meeresboden bei der Clathratbildung in einem aus Wassermolekülen bestehenden Molekülgitter „eingefangen“. Dabei entsteht ein Käfig aus mehreren Wassermolekülen, in dem ein Gasmolekül eingeschlossen ist. Ein Kubikmeter Gashydrat enthält in etwa 164 m³ des entsprechenden Gases.
Durch die Clathratbildung wird der Porenraum des Sediments aufgefüllt, und es entstehen Vorkommen als Sediment-Gashydratgemisch. Das Sediment wird durch Gashydrat zementiert und damit verfestigt, was bei Kontinentalhängen für deren Stabilität von großer Bedeutung ist. Das Gashydrat ist leichter als Wasser und wird auf diese Weise vom schwereren Sediment am Meeresboden festgehalten. Freies Gashydrat in der Wassersäule steigt schnell nach oben auf. Auf seinem Weg zersetzt es sich und transportiert das entsprechende frei gewordene Gas (gegebenenfalls ein Treibhausgas) dabei in die Wassersäule und möglicherweise direkt in die Atmosphäre. Im Sediment ist das Gashydrat bis in einige hundert Meter Tiefe stabil. Unter anderem durch Sedimentationsprozesse über lange Zeitskalen können sich die in der Nähe der Sedimentoberfläche gebildeten Gashydrate in größeren Tiefen unterhalb einer stabilen Deckschicht befinden. In größeren Sedimenttiefen wird das Gashydrat durch den Wärmefluss der Erde wieder instabil.

## Anwendung

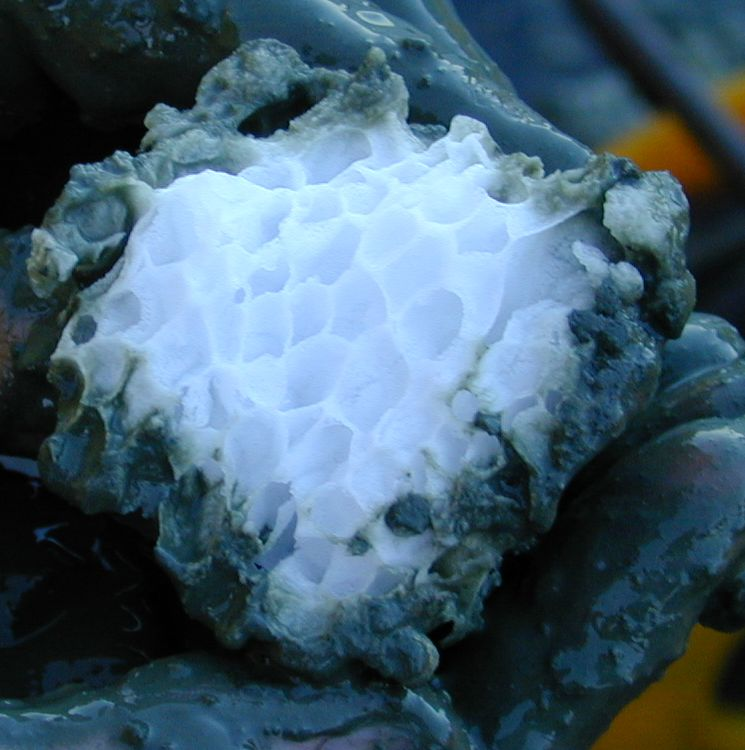
Struktur eines Gashydratbrockens

Der Vorgang der Gashydratbildung soll bei der CO2-Sequestrierung dafür sorgen, dass CO2 aus Kraftwerken für lange Zeit zum Beispiel am Meeresboden sicher abgelagert werden und so nicht in die Atmosphäre gelangen kann. Unter günstigen Voraussetzungen kann sich das künstlich in tiefe Sedimentschichten eingebrachte CO2 dort in die feste Hydratstruktur umwandeln und so stabil lagern.
Seismische Untersuchungen in neuerer Zeit lassen vermuten, dass die Menge der Methanhydrat-Lagerstätten auf dem Meeresgrund sehr bedeutsam ist. Sie könnten daher eine mögliche wichtige Energiequelle sein, auch wenn der verlustfreie Abbau sich als recht schwierig erweisen könnte, da Methan als Treibhausgas nicht in größeren Mengen in die Atmosphäre gelangen darf. Die gesamte Menge der Treibhausgase aus fossilen Brennstoffen soll geringer sein als die Menge der Treibhausgase, die aus den Gashydratvorkommen freiwerden könnte. Sowohl Kohlenstoffdioxid als auch Methan sind Treibhausgase. Schätzungen gehen von einer Gesamtmenge von mehr als 1.000 Gigatonnen Kohlenstoff aus, der in den verschiedenen Arten von Gashydraten gespeichert ist.
Doch nicht nur als Energielieferant sind die Gashydrate von Interesse. Auch die Stabilität des Meeresbodens wird an bestimmten Stellen durch sie gewährleistet. So kann es bei plötzlichen Temperatur- oder Druckunterschieden und damit einhergehender Zerstörung oder einer Destabilisierung der Gashydratschicht zu einem Abrutschen von Meeresboden an Kontinentalhängen kommen (Storegga), bei dem sich ein Tsunami bilden könnte.
Gashydrate könnten den Transport von Erdgas auf Schiffen vereinfachen. Beim Transport wäre nur eine Lagertemperatur von −10 °C nötig, im Gegensatz zur Lagertemperatur von Flüssigerdgas von −162 °C.
Hinsichtlich der globalen Erwärmung ist Gashydrat aus drei Blickwinkeln zu betrachten:
- Die Nutzung ist nicht nur wegen möglicher Unfälle beim Abbau umstritten, sondern vor allem aufgrund der Tatsache, dass es sich um einen weiteren fossilen Energieträger handelt, der das Potential des anthropogenen CO2-Ausstoßes um ein Vielfaches vergrößern würde.
- Die zunehmende Erwärmung der Erde betrifft die Hydratlagerstätten im Meer, deren Auftauen die Erwärmung zusätzlich erheblich beschleunigen würde. Die Treibhauswirkung von Methan ist rund 30 mal höher als von Kohlenstoffdioxid. Die Wissenschaft geht davon aus, dass mit erhöhten Methanaustritten in zwei- bis dreihundert Jahren zu rechnen ist.[5]
- Bei der Förderung von Methan aus Gashydrat könnte das Gas in der Käfigstruktur durch CO2 ersetzt werden – so würde einerseits wertvolles Erdgas gewonnen und andererseits Kohlenstoffdioxid im Meeresboden verpresst werden. Diesen Ansatz untersuchen Forscher in dem vom Bundesministerium für Bildung und Forschung und vom Bundesministerium für Wirtschaft und Energie geförderten Projekt SUGAR.[6]